# Carsten Meyer-Grohbrügge
Carsten Meyer-Grohbrügge (* 22. Juni 1968 in Berlin) ist ein deutscher Regisseur. Er ist Mitglied der Deutsche Akademie für Fernsehen, Akademie für Film- und Fernsehdramaturgie und ist im Freundeskreis der Deutschen Filmakademie.

## Leben und Arbeit
Carsten Meyer-Grohbrügge wurde 1968 in Berlin-Charlottenburg geboren und begann nach dem Abitur seine Arbeit zunächst als 1. Assistent für Werbe- und Porträt-Fotografie in Düsseldorf, u. a. für die Vogelsänger Studios und für Robert Eikelpoth. Anschließend folgten Tätigkeiten in München als Aufnahmeleiter, Produktionsleiter und Regie-Assistent in der Werbefilmindustrie.
Später begann Meyer-Grohbrügge seine Arbeit als Script-Continuity und Regie-Assistent bei der Bavaria-Film München für die deutsche Fernsehserie Marienhof. In dieser Zeit absolvierte Meyer-Grohbrügge ein Gasthörer-Studium in der Abteilung Regie: Kino- und Fernsehfilm an der Hochschule für Film und Fernsehen in München und arbeitet als Skript-Lektor für den Filmverleih NEF2-Filmverleih.
1993 begann er eine Beschäftigung als Assistent des französischen Produzenten François Duplat in München, Paris und Los Angeles und wirkte dort u. a. bei den Produktionen Die üblichen Verdächtigen (Regie: Bryan Singer), Die Bartholomäusnacht (Regie: Patrice Chéreau), Hard Eight (Regie: Paul Thomas Anderson), The Serpent's Kiss (Regie: Philippe Rousselot) mit. Meyer-Grohbrügge lebte ebenfalls einige Zeit in Los Angeles, wo er an der Schauspielschule Beverly Hills Playhouse mit Milton Katselas zusammen arbeitete und sich im Fachgebiet Schauspielarbeit fortbildete. Seine Kurzfilme Ich bin der liebe Marco! (1993) und Der Drahtzieher (1996) entstanden in dieser Zeit.
Seit 1999 arbeitet Meyer-Grohbrügge als Regisseur und war u. a. bei den Produktionen Watzmann Ermittelt, In aller Freundschaft, Die Rosenheim-Cops, Familie Dr. Kleist, Monaco 110 und Sturm der Liebe als Regisseur verantwortlich.
Meyer-Grohbrügge lebt in München und Berlin.

## Filmografie (Auswahl)
- 1993: Ich bin der Liebe Marco! (Kurzfilm)
- 1996: Der Drahtzieher (Kurzfilm)
- 1999: Verbotene Liebe (Fernsehserie)
- 2000–2006: Marienhof (Fernsehserie)
- 2000–2003: Die Wache (Fernsehserie)
- 2001: Bei aller Liebe (Fernsehserie)
- 2004: Hinter Gittern (Fernsehserie)
- 2004: Typisch Sophie (Fernsehserie)
- 2005–2023: Sturm der Liebe (Fernsehserie)
- 2012–2013: Die Rosenheim Cops (Fernsehserie)
- 2014: Komödienstadel – Wenn’s lafft, dann lafft’s (Theateraufführung)
- 2015: Monaco 110 (Fernsehserie)
- 2018–2022: In aller Freundschaft (Fernsehserie)
- 2019: Familie Dr. Kleist (Fernsehserie)
- 2022: Watzmann ermittelt (Fernsehserie)

## Theaterstücke

### Regie
- 2016: Alexander Ollig: Verwandte und andere Betrüger  (Steiners Theater – die bayerische Komödie)